# Sanha (Unternehmen)
Sanha GmbH & Co. KG (vormals Sanha Kaimer GmbH & Co. KG; Eigenschreibweise SANHA) ist ein Familienunternehmen im Bereich der Heizungs-, Sanitär-, Kälte-, Kühl- und Verbindungstechnik mit Sitz in Essen. Das Unternehmen ist die leitende Dachgesellschaft der Sanha-Gruppe, die Rohrleitungssysteme und Verbindungsstücke (Fittings) herstellt und vertreibt.

## Geschichte
Das Unternehmen wurde 1964 von Marianne und Friedhelm Kaimer in Essen-Kettwig als Handelsunternehmen im Bereich Ex- und Import von Heizungs- und Sanitärtechnik gegründet. 1968 startete Sanha die Fitting-Produktion und weitete ab 1970 das Vertriebsnetz für Fittings aus Kupfer- und Kupferlegierungen in Deutschland aus.
Ab 1990 baute das Unternehmen seine Geschäftstätigkeit in Europa aus. Des Weiteren nahm Sanha Fittings aus weiteren metallischen Werkstoffen in die Produktion auf. 1997 wurde Sanha-Press aus Kupfer und Rotguss vorgestellt. Im Folgejahr gründete das Unternehmen ein weiteres Produktionswerk in Legnica, Polen.
Zwischen 1996 und 2001 war Sanha an einem illegalen Wirtschaftskartell beteiligt, weshalb das Unternehmen 2011 vom Europäischen Gerichtshof zu einer Geldbuße von 7,15 Millionen Euro verurteilt wurde.
Im Jahr 2000 übernahm Sanha ein Edelstahl-Fittingwerk in Schmiedefeld bei Dresden. In diesem Zuge wurde das Unternehmen Nirosan Multi Fit GmbH, Schmiedefeld als Tochterunternehmen der Sanha Kaimer in die Unternehmensgruppe integriert. Nirosan hatte bereits 1999 mit der Fertigung von Edelstahl-Fittings für den Bau von Trinkwasserleitungen begonnen. Mit der Übernahme gingen die Nirosan-Pressfittings zukünftig in die Vertriebstätigkeit von Sanha über. 2003 übernahm das Unternehmen die Edelstahlrohrproduktion der Sosta Edelstahlrohrwerk GmbH & Co. KG in Berlin. Ein Jahr später nahm Sanha eine weitere Produktionshalle in Betrieb, wodurch die Herstellung von größeren Fittings mit einem Durchmesser bis zu 108 Millimeter (zuvor waren es 54 Millimeter) möglich wurde. Inzwischen werden bei Edelstahlfittings und -rohren Abmessungen bis 168 mm angeboten.
Nach eigener Aussage begann das Unternehmen im Rahmen einer Neuausrichtung ab 2008 mit der Umstellung seiner Produkte von bleiarmem Rotguss auf einen bleifreien Werkstoff mit Silizium im Legierungsgefüge. Diese Maßnahmen wurden 2013 abgeschlossen.
Mit Wirkung zum 31. Dezember 2011 wurde die Sanha Kaimer GmbH & Co. Holding KG auf die Sanha GmbH & Co. KG verschmolzen. 2015 brachte das Unternehmen die Sanha-Box auf den Markt, eine Installationsbox, die beispielsweise mittels vorgefertigter Anschlüsse zur Installation von Sanitärobjekten oder der Heizung verwendet werden kann.

## Unternehmensstruktur und Standorte
Sanha gehört zu 100 Prozent der Familie Kaimer. Als Produktions-, Vertriebs- und Logistikgesellschaft führt das Unternehmen die internationalen Geschäftstätigkeiten der Unternehmensgruppe. Zu den konsolidierten Gesellschaften gehören folgende Tochterunternehmen:
- Kaimer Europa GmbH, Essen (50 Prozent)
- Kaimer Industrie GmbH, Essen (100 Prozent)
- Nirosan Edelstahlrohr GmbH, Essen (100 Prozent)
- KIS Installation und Montage GmbH, Essen (100 Prozent)
- Sanha Informationstechnologie GmbH, Essen (100 Prozent)
- OOO Sanha Rus, Moskau, Russland (100 Prozent)
- Sanha Fittings BV, Ternat, Belgien (100 Prozent)
- Sanha Italia S.r.l., Mailand, Italien (100 Prozent)
- Sanha Polska Sp. z o. o., Legnica, Polen (100 Prozent)
- Sanha UK Ltd., Buckinghamshire, Großbritannien (100 Prozent)

Sanha erwirtschaftete im Geschäftsjahr 2021 einen Umsatzerlös von 120,4 Mio. Euro, wobei sich die Umsätze auf die Absatzgebiete Deutschland (26,1 Mio. Euro), Europa (86,9 Mio. Euro) sowie weitere Länder außerhalb Europas (7,5 Mio. Euro) verteilten. Die Geschäftsführer sind Bernd Kaimer und Frank Schrick. Zum 31. Dezember 2021 waren 678 Mitarbeiter für das Unternehmen tätig.

### Produktionsstandorte

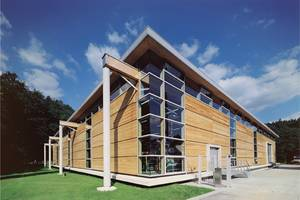
Edelstahl-Fittingwerk in Schmiedefeld bei Dresden

Neben 6 Niederlassungen betreibt Sanha vier Produktionsstandorte:
- Kupfer-Fittingwerk in Ternat, Belgien[14]
- Edelstahl-Fittingwerk in Schmiedefeld bei Dresden[14]
- Edelstahl-Rohrwerk in Berlin[15]
- Produktions- und Logistikzentrum in Legnica, Polen[14]

## Produkte
Die von Sanha hergestellten Produkte finden in der Haustechnik (etwa für die Trink-, Heizungs- und Gasinstallation) sowie in Sprinkler-, Kühl-, Kälte- und Solarthermie-Anlagen Anwendung. Die Dienstleistungen des Unternehmens umfassen darüber hinaus einen Planungsservice.
Für die Herstellung der Fittings verwendet das Unternehmen Kupfer sowie Kupferlegierungen, C-Stahl, Edelstahl, bleifreie Siliziumbronze und Kunststoff. Nach eigenen Angaben beträgt die Eigenfertigungsquote bei einer Anzahl von circa 10.000 Standardartikeln rund 70 Prozent. Sanha produziert sowohl bleifreie Systeme (etwa Nirosan, Nirotherm, Purapress und Sanha-Press), als auch Produkte mit einem reduzierten Bleianteil (zum Beispiel Gewindefittings aus Messing, Sanha-Press Gas sowie Sanha-Heat Rotgussbauteile und die Kugelhähne aus Messing). Die Produkte entsprechen den Anforderungen der Europäischen Chemikalienverordnung Reach.

## Kritik
Im September 2006 verhängte die EU-Kommission Bußgelder gegen 30 kupferverarbeitende Unternehmen im Produktbereich Kupfer-Fittings wegen illegaler Preisabsprachen. Die Kommission hatte festgestellt, dass die Sanha Kaimer mit ihren Tochtergesellschaften Kaimer GmbH & Co. Holdings KG und Sanha Italia vom 30. Juli 1996 bis nachweislich zum 22. März 2001 an einem illegalen Wirtschaftskartell bezüglich Preisabsprachen, Rabattvereinbarungen und Festlegung von Preisuntergrenzen beteiligt war. Das verhängte Bußgeld für die Sanha Kaimer betrug 7,97 Millionen Euro. Nach Klageeinreichung – unter anderen von Sanha Kaimer – gegen die EU-Kommission am 14. Dezember 2006 wies der Europäische Gerichtshof mit Urteil vom 24. März 2011 die Klage in der Hauptsache zurück und setzte das Bußgeld auf 7,15 Millionen Euro fest.

## Auszeichnungen
- 2013: BVF-Gütesiegel[23][24]

- 2015: Plus X AWARD für die Serie Purapress[25][26]